# Kapurthala (district)
Kapurthala is een district van de Indiase staat Punjab. Het district telt 752.287 inwoners (2001) en heeft een oppervlakte van 1646 km².
Het district omvat twee niet aan elkaar grenzende gebieden die van elkaar gescheiden zijn door het district Jalandhar. In het westelijke gebied ligt onder meer het bestuurscentrum Kapurthala, in het oostelijke deel de stad Phagwara.
Amritsar · Barnala · Bathinda · Faridkot · Fatehgarh Sahib · Fazilka · Firozpur · Gurdaspur · Hoshiarpur · Jalandhar · Kapurthala · Ludhiana · Mansa · Moga · Muktsar · Pathankot · Patiala · Rupnagar · Sahibzada Ajit Singh Nagar (Mohali) · Sangrur · Shahid Bhagat Singh Nagar · Tarn Taran